# Biblioteca di papa Agapito I
La Biblioteca di papa Agapito I, citata in una lettera di Cassiodoro, è stata indicata in un edificio sul Clivus Scauri ("Clivo di Scauro") a Roma, adiacente e pertinente al complesso di San Gregorio al Celio.
Si tratta di un'aula absidata in muratura, che per tecnica dimostra una datazione molto tarda (papa Agapito regnò dal 535 al 536), collocata dietro l'oratorio di Sant'Andrea al Celio. Di questa biblioteca resta menzione anche in un'iscrizione dedicatoria ormai perduta ma copiata dall'Anonimo di Einsiedeln:
divinae legis mystica dicta docens.

Hos inter residens Agapetus iure sacerdos

codicibus pulchrum condidit arte locum.

Gratia par cunctis sanctus labor ómnibus unus

dissona verba quidem sed tamen una fides.»
Un altro edificio poco più avanti sulla stessa strada, con facciata a filo della carreggiata, appartenne probabilmente allo stesso complesso della biblioteca.